# كروك موسيو

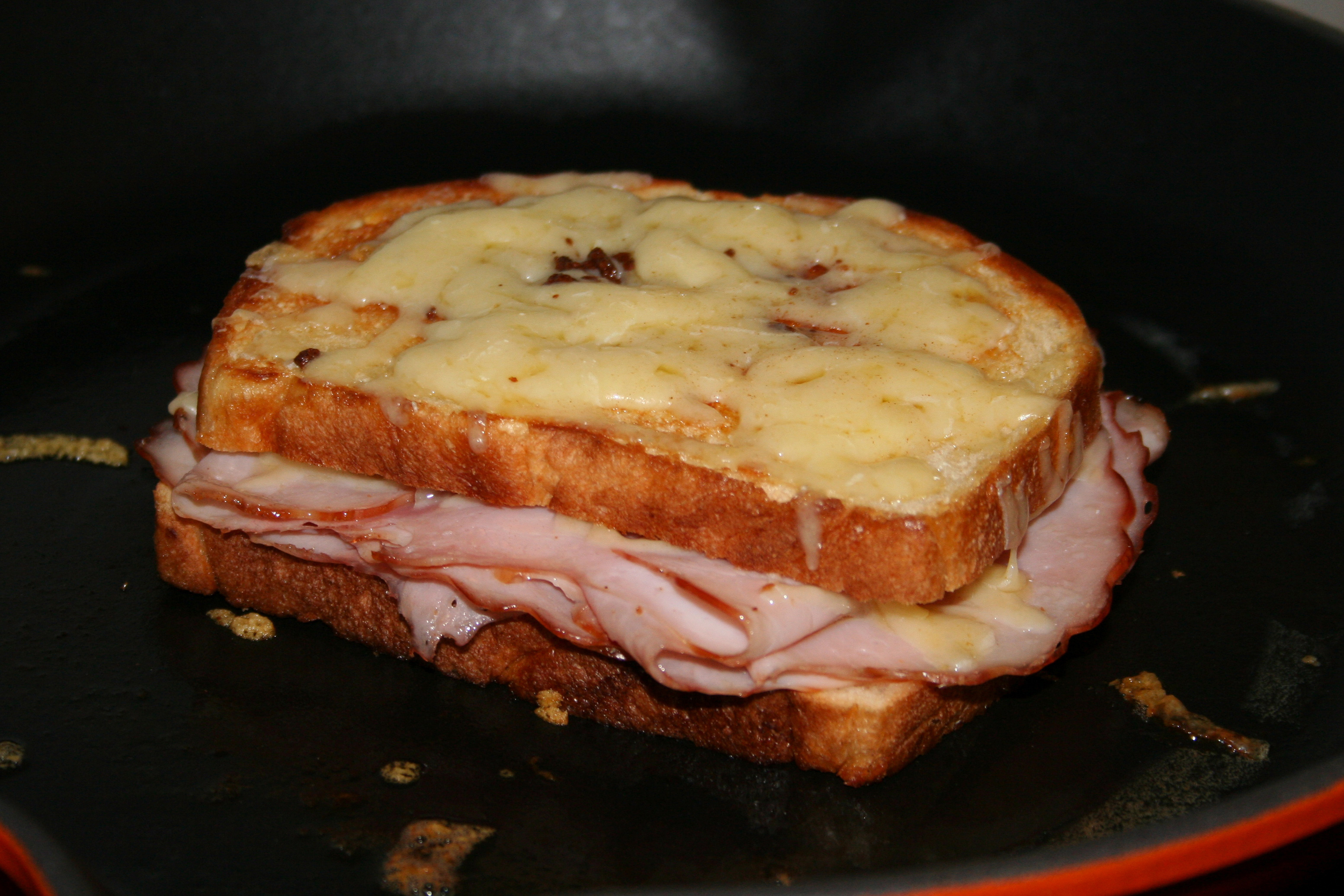
كروك موسيو

كروك موسيو (بالفرنسية: Croque monsieur)‏ هو طبق فرنسي سهل وسريع التحضير. يحضّر عادةً من خبز التوست المشوي ولحم الحبش أو الهام، الزبدة والجبن الأصفر كالإمانتال أو غرويير. في بعض الوصفات يمكن تغطية التوست بصلصة البشاميل، هناك نوع آخر من الكروك موسيو الذي يقدم وفوقه بيض مقلي وهذا النوع يسمى croque-madame.

## طريقة التحضير
- تُدهن شرائح التوست بقليل من الزبدة من الجهتين.
- تُغطّى إحدى شرائح التوست بشريحة من الحبش المدخّن، وترش عليها ملعقتان من الجبن المبشور، ثم تُغطّى بشريحة أخرى من التوست. وتعاد الكرّة بما تبقى من شرائح التوست، والحبش والجبن المبشورحتى نحصل على 4 سندويشات من الكروك موسيو.
  - هناك ثلاثة طرق مختلفة لتحضير الكروك موسيو:
- يمكن وضع السندويش في شواية السندويشات وتحميصه لخمس دقائق إلى أن يذوب الجبن.
- يمكن وضع السندويش في مقلاة ساخنة وتقليبها على النار لمدة 2 دقيقتين من كل جهة إلى أن يذوب الجبن.
- أو يمكن إدخاله في الفرن لمدة 12 دقيقة. ولكن في هذه الحال، يجب نقع 40 غ اضافي من الجبن المبشور في مقدار 4 ملاعق كبيرة من الحليب ورشها على السندويشات قبل تحميصها في الفرن.

## المحتوى الغذائي
تحتوي وجبة الكروك موسيو (250غ تقريباً) على المحتويات الغذائية التالية:
- السعرات الحرارية: 143
- الدهون: 14
- الدهون المشبعة: 9
- الكوليسترول: 44
- الكاربوهيدرات: 0
- البروتينات: 5

## معرض صور

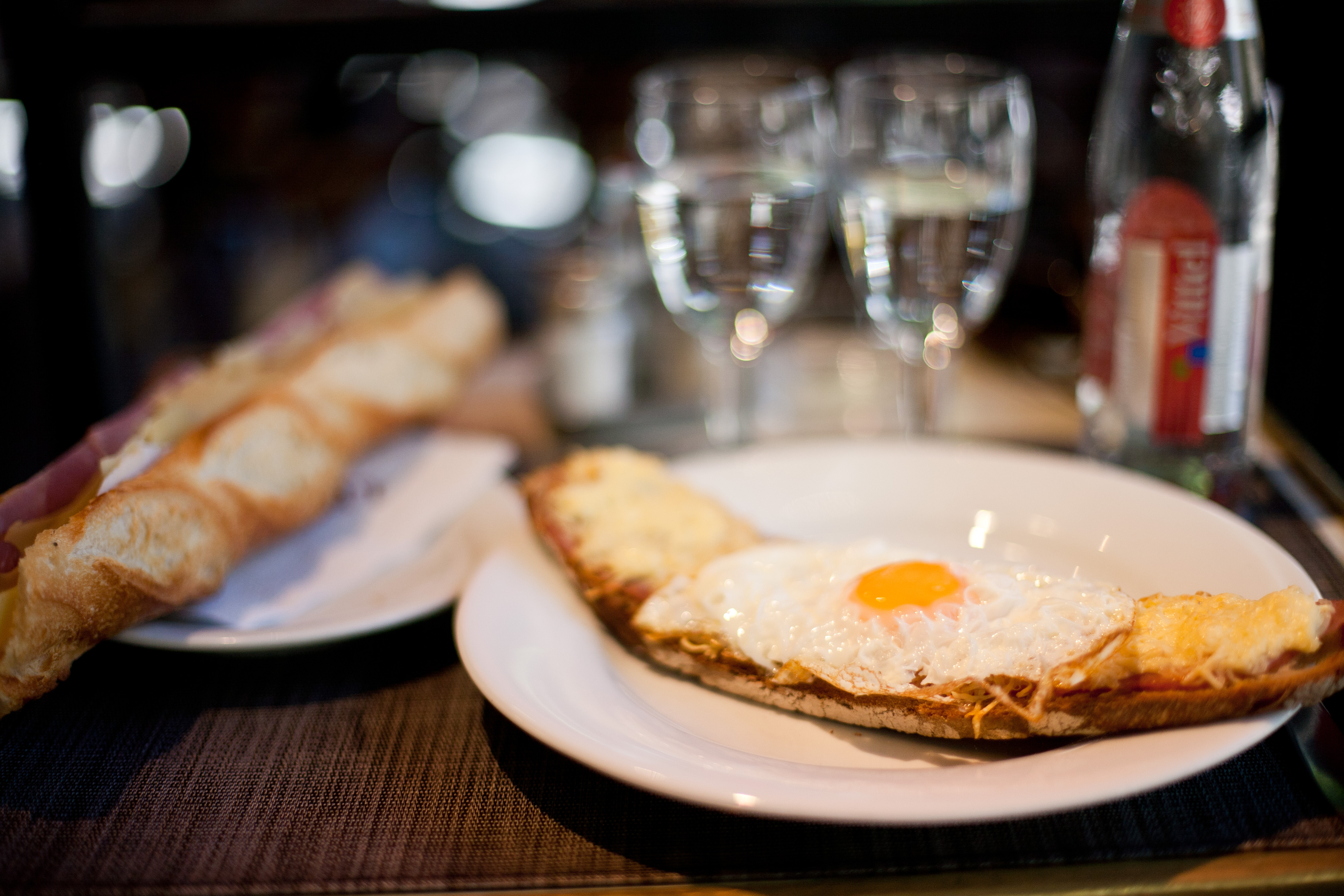
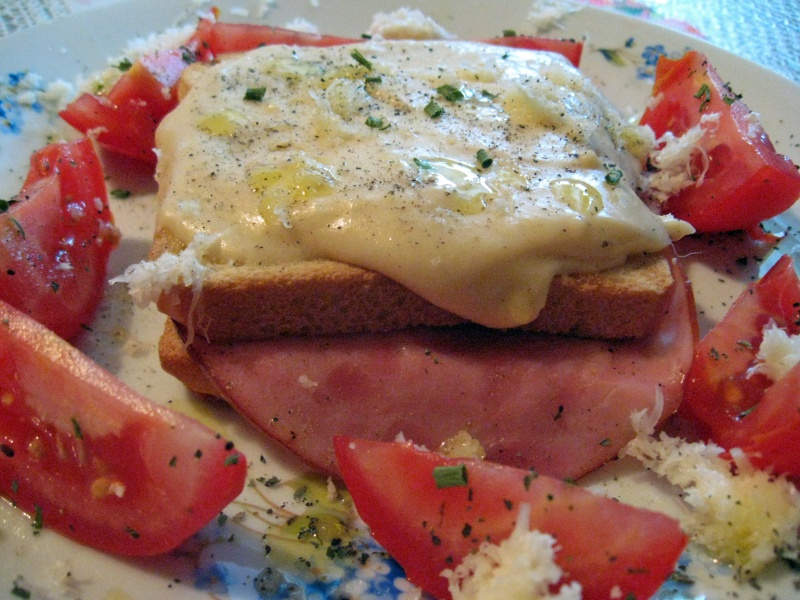
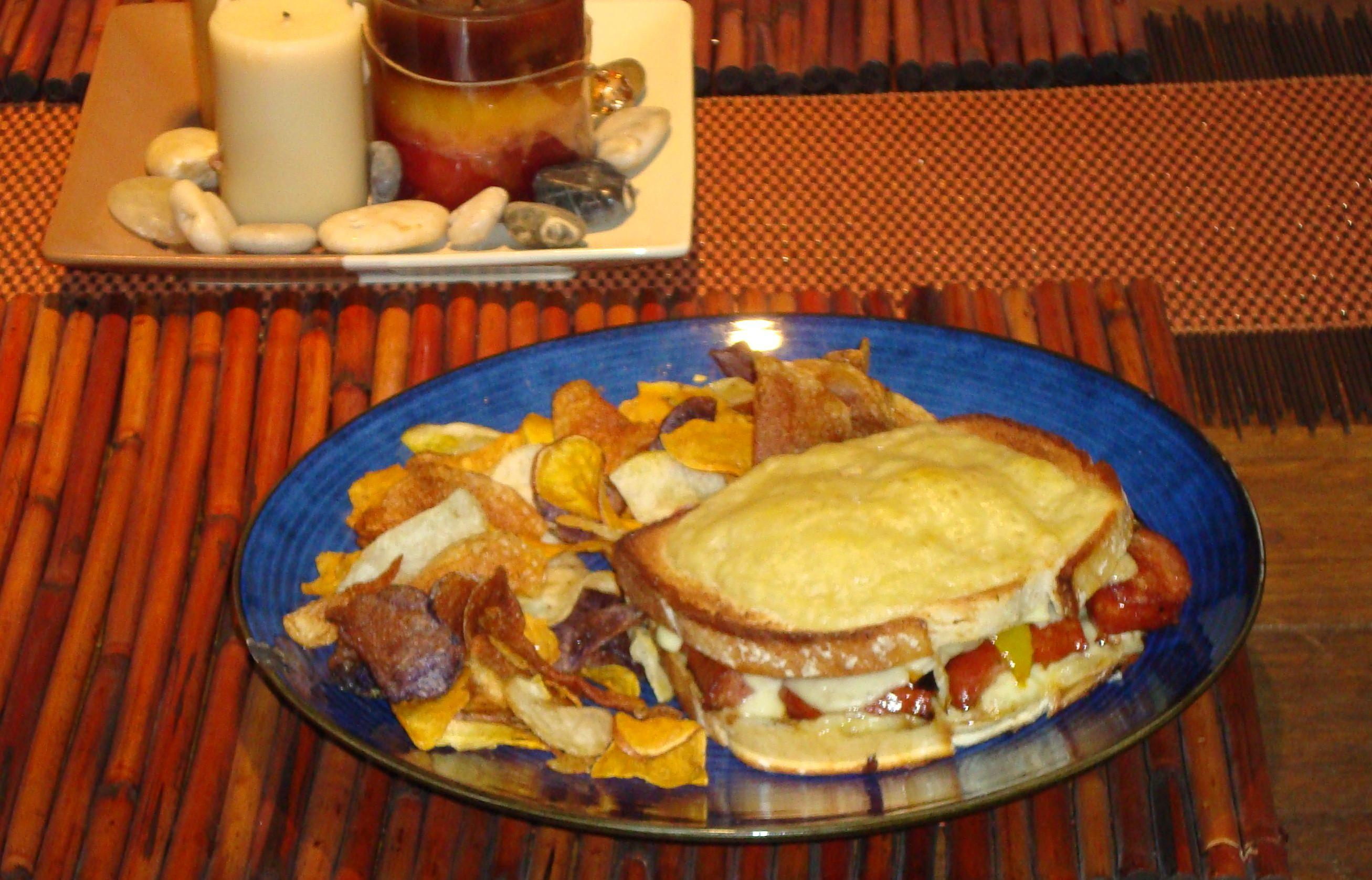